# Lepidochrysops patricia
The Patrician Blue (Lepidochrysops patricia) là một loài bướm ngày thuộc họ Bướm xanh. Nó được tìm thấy ở Nam Phi, from the West Cape to the East Cape và to KwaZulu-Natal, the Orange Free State, Gauteng, Mpumalanga, the Limpopo Province, the North West Province và the North Cape.
Sải cánh dài 35–44 mm đối với con đực và 36–46 mm đối với con cái. Con trưởng thành bay từ tháng 9 đến tháng 12 và từ tháng 1 đến tháng 4. Có hai lứa trưởng thành một năm.
Ấu trùng ăn Salvia species, Lantana rugosa và Lantana camara. Third và later instar larvae feed on the brood of Camponotus maculatus ants.